# Quinchamalium carnosum
Quinchamalium carnosum är en tvåhjärtbladig växtart som beskrevs av Rodolfo Amando Philippi. Quinchamalium carnosum ingår i släktet Quinchamalium och familjen Schoepfiaceae. Inga underarter finns listade i Catalogue of Life.